# St. Stephanus (Ergersheim)

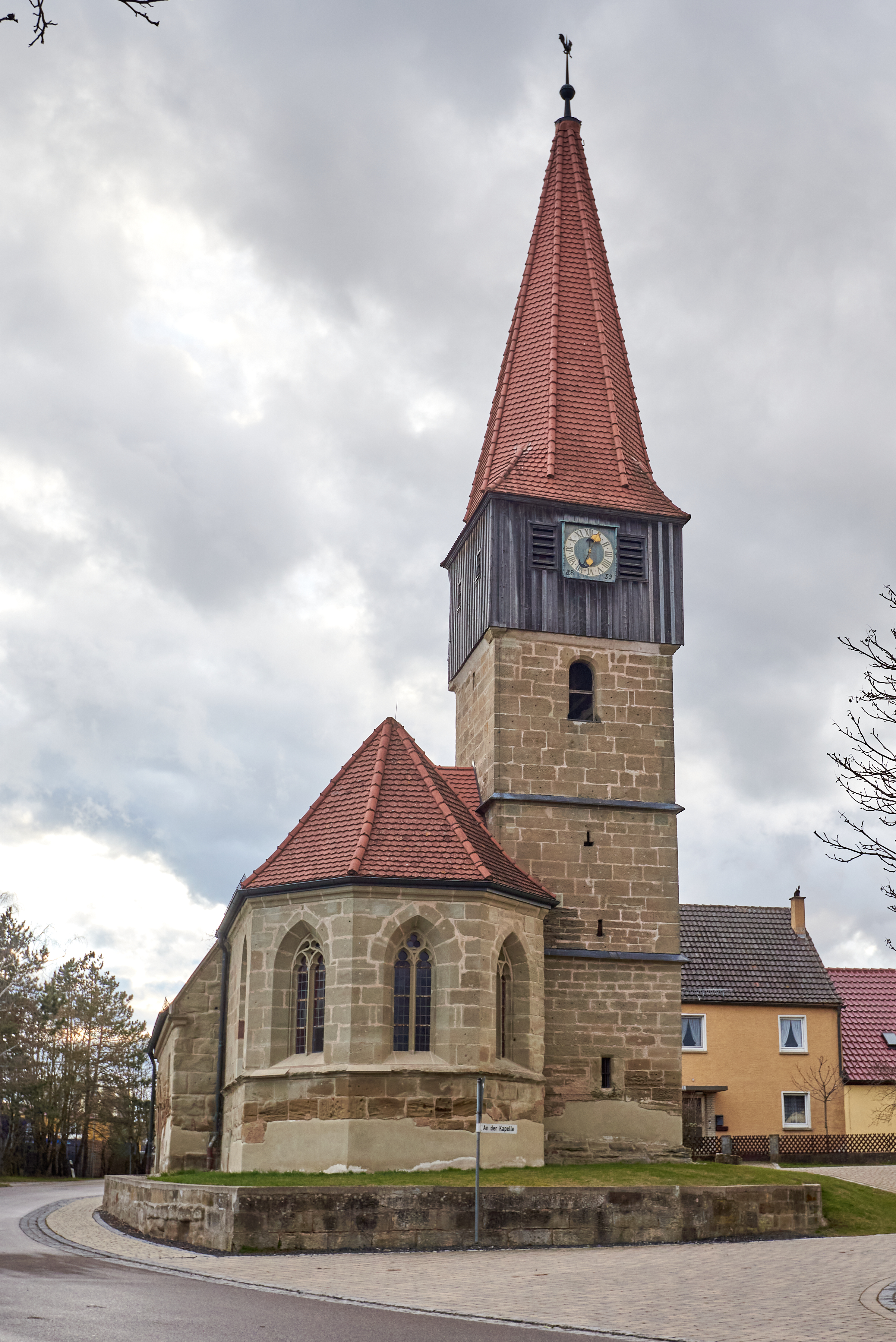
St. Stephanus (Ergersheim)

Die evangelische Kapelle St. Stephanus ist ein denkmalgeschütztes Kirchengebäude, das in Ergersheim steht, einer Gemeinde im Landkreis Neustadt an der Aisch-Bad Windsheim (Mittelfranken, Bayern). Das Bauwerk ist unter der Denkmalnummer D-5-75-122-2 als Baudenkmal in der Bayerischen Denkmalliste eingetragen. Die Kirchengemeinde gehört zum Dekanat Bad Windsheim im Kirchenkreis Ansbach-Würzburg der Evangelisch-Lutherischen Kirche in Bayern.

## Beschreibung
Die 1437 gebaute Saalkirche besteht aus einem mit einem Satteldach bedeckten Langhaus, einem eingezogenen Chor mit 5/8-Schluss und dem an dessen Nordseite angebauten Chorflankenturm, dessen oberstes Geschoss aus verschaltem Holzfachwerk besteht, die Turmuhr und den Glockenstuhl beherbergt und mit einem achtseitigen, spitzen Helm bedeckt ist. 
Zur Kirchenausstattung gehört der Flügelaltar, der in der Mitte eine hölzerne Statuette von Maria mit Kind hat und in dessen beiden Flügeln Statuetten des Heiligen Sebastian und des Heiligen Jodocus stehen.